# Cyphopterum nicolauense
Cyphopterum nicolauense är en insektsart som beskrevs av Lindberg 1958. Cyphopterum nicolauense ingår i släktet Cyphopterum och familjen Flatidae. Inga underarter finns listade i Catalogue of Life.